# Magnimyiolia animata
Magnimyiolia animata är en tvåvingeart som först beskrevs av Erich Martin Hering 1938. Magnimyiolia animata ingår i släktet Magnimyiolia och familjen borrflugor.
Artens utbredningsområde är Myanmar. Inga underarter finns listade i Catalogue of Life.